# Marianne Fannin
Marianne Fannin hoặc Edda Fannin (2 tháng 3 năm 1845 - 18 tháng 11 năm 1938) là một nghệ sĩ thực vật người Ireland, nổi tiếng với tác phẩm của mình vẽ hệ thực vật của Nam Phi. Cô được coi là một trong những nghệ sĩ vẽ hệ thực vật nguyên thủy của Nam Phi thời đó.

## Cuộc sống
Marianne Edwardine Fannin sinh tại Dublin vào ngày 2 tháng 3 năm 1845, con gái của Thomas và Ellen Fannin. Khi Fannin được một vài tháng tuổi, gia đình cô di cư từ Dublin đến Nam Phi. Ban đầu họ sống ở Mũi Hảo Vọng. Sau đó họ đã cư trú tại Dargle, một nhánh của sông Umgeni, và nó được đặt tên theo sông Dargle gần Dublin bởi cha của Fannin. Quận địa phương giờ đây được biết đến với cái tên Dargle.
Fannin lần đầu tiên kết hôn với Mục sư Eustace Wilberforce Jacob năm 1869. Cặp đôi này đã đi đến Anh năm 1871, và Jacob chết ngay sau khi họ đến đó. Fannin vẫn ở Anh trong một thời gian, học nhạc và vẽ tranh. Bà trở về Nam Phi năm 1875. Từ năm 1878, bà sống ở Transvaal, kết hôn với Mục sư Alfred Roberts năm 1879, người mà bà đã gặp qua một phái đoàn truyền giáo. Roberts sau đó tiếp tục trở thành một vị giám mục trong Giáo phận Pretoria. Cặp đôi này sống ở Potchefstroom từ 1881 đến 1896, nơi họ có hai con trai. Con trai của họ, Tiến sĩ Austin Roberts, tiếp tục trở thành một nhà nghiên cứu chim nổi tiếng. Fannin là một trong những thành viên sáng lập của Trường Giáo phận St. Mary cho Girls, Pretoria, và Roberts từng là hiệu trưởng của trường học nam St Birinus. Năm 1881, trong cuộc bao vây Pretoria, Fannin trở về nhà của gia đình ở Natal. Fannin qua đời vào ngày 18 tháng 11 năm 1938, hoặc ở Heidelberg, Gauteng, hoặc tại New Muckleneuk, Pretoria.